# Fabien Laurenti
Fabien Laurenti (Marsella, Francia, 6 de enero de 1983) es un futbolista francés, se desempeña como lateral derecho o defensa central y actualmente está sin equipo tras abandonar el AC Arles en 2012.

## Clubes
| Club                  | País    | Año         | Partidos | Goles |
| Olympique de Marsella | Francia | 2001 - 2004 | 16       | 0     |
| AC Ajaccio            | Francia | 2004 - 2007 | 106      | 0     |
| RC Lens               | Francia | 2007 - 2010 | 50       | 1     |
| Stade Brestois 29     | Francia | 2010        | 0        | 0     |
| AC Arles-Avignon      | Francia | 2010 - 2012 | 38       | 0     |